# Haughton Hall (Cheshire)
Haughton Hall ist ein Landhaus östlich des Dorfes Haughton in der englischen Grafschaft Cheshire.

## Geschichte
Das Haus wurde zwischen 1891 und 1894 für den Reeder und Kunstsammler Ralph Brockleback gebaut. Der Architekt war James Francis Doyle, der sich vom altenglischen Picturesque-Stil Richard Norman Shaws beeinflussen ließ. Um 1950 wurde das Haus umgebaut, wobei das oberste der drei Stockwerke wegfiel. Die Wandfliesen wurden dabei durch Rauputz ersetzt.

## Konstruktion
Haughton Hall ist aus roten Ziegeln erbaut, die teilweise rau verputzt wurden. Das ist mit roten Dachziegeln gedeckt. Der Grundriss des Hauses ist L-förmig. Die Gartenfassade ist zwei Stockwerke hoch und hat fünf Joche. Östlich schließt ein eingeschossiger Flügel mit fünf Jochen an und im Norden ein dreigeschossiger Flügel für die Dienerschaft mit drei Jochen. Die Gartenfassade besitzt drei Erker, ein venezianisches Fenster und eine Tür. Über der Tür ist eine Sonnenuhr angebracht.
English Heritage hat Haughton Hall als historisches Bauwerk II. Grades gelistet.